# Chaunacops roseus
Chaunacops roseus är en fiskart som först beskrevs av Barbour, 1941.  Chaunacops roseus ingår i släktet Chaunacops och familjen Chaunacidae. Inga underarter finns listade i Catalogue of Life.